# St. Leger Stakes
El St Leger Stakes es una carrera de caballos del Grupo 1 que se disputa anualmente en Gran Bretaña, abierta a potros sin castrar y potrancas purasangre de tres años. Se corre en el hipódromo de Doncaster, sobre una distancia de 1 milla, 6 furlongs y 115 yardas (2.921 metros), y está programado para realizarse en septiembre.
Establecida en 1776, la prueba de St Leger es la más antigua de las cinco Carreras Clásicas organizadas en Gran Bretaña. Es la última de las cinco que se corre cada año, y la distancia de la prueba es la mayor de todas.
El St Leger es la prueba final de la Triple Corona inglesa, que comienza con las 2000 Guineas y continúa con el Derby de Epsom. También completa la Triple Corona de las Potrancas, siguiendo a las 1000 Guineas y al Epsom Oaks. El St Leger rara vez ha presentado contendientes con opciones a adjudicarse la Triple Corona en las últimas décadas, y el único en los últimos años fue Camelot, el caballo ganador de las 2000 Guineas y del Derby de 2012, que terminó segundo en el St Leger.

## Historia

### Primeros años

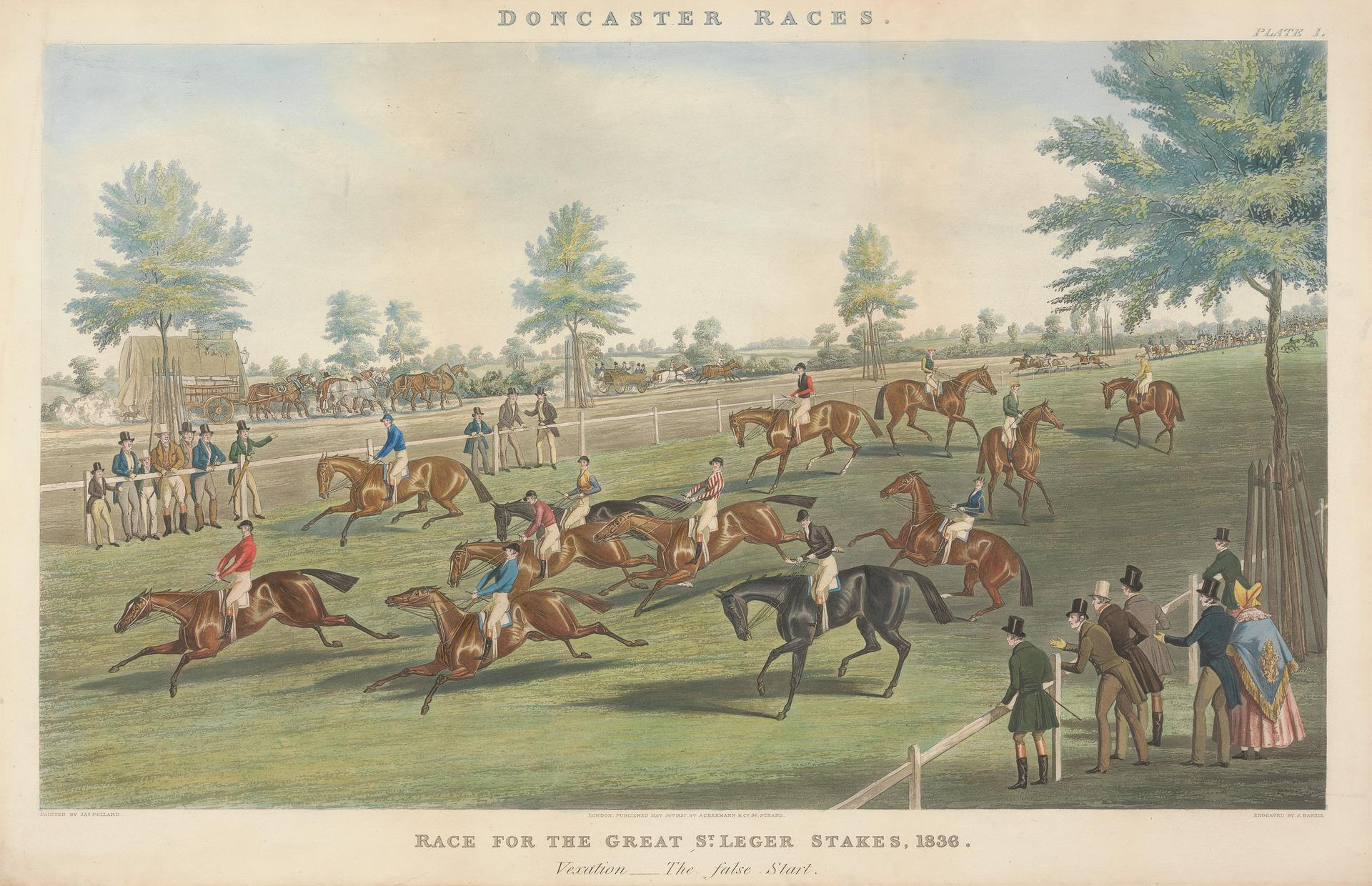
La St Leger Stakes en 1836

El evento fue ideado en el siglo XVIII por Anthony St Leger, un oficial del ejército y político que vivía cerca de Doncaster. Inicialmente se lo denominó "Un sorteo de 25 guineas" y su distancia original era de dos millas. Las reglas estipulaban que los potros y caballos castrados debían correr con un peso mínimo de 8 stones (50,8 kg), y las potrancas podían correr con 2 libras (0,91 kg) menos.
La carrera inaugural se llevó a cabo en Cantley Common el 24 de septiembre de 1776. El primer ganador fue una potranca sin nombre (posteriormente denominada Allabaculia) propiedad del organizador del evento, el 2º marqués de Rockingham.
El nombre de St Leger Stakes se decidió en una cena celebrada en 1778 en el Red Lion Inn (ubicado en Market Place, Doncaster), para organizar la carrera del año siguiente. Se sugirió que debería llamarse Rockingham Stakes en honor del anfitrión, el marqués de Rockingham, pero el propio marqués fue quien propuso que debería llamarse Anthony St Leger. El evento se trasladó a su ubicación actual, Town Moor, en su segunda edición (celebrada en 1778).

La carrera adquirió relevancia nacional en 1800, cuando un caballo llamado Champion logró el primer doblete de victorias en el Derby de Epsom y en la St Leger. Su longitud se redujo a 1 milla, 6 estadios y 193 yardas en 1813 y, a pesar de algunas modificaciones menores, se ha mantenido prácticamente igual desde entonces. La victoria de West Australian en 1853 completó el primer éxito en la Triple Corona.

### Después de 1900

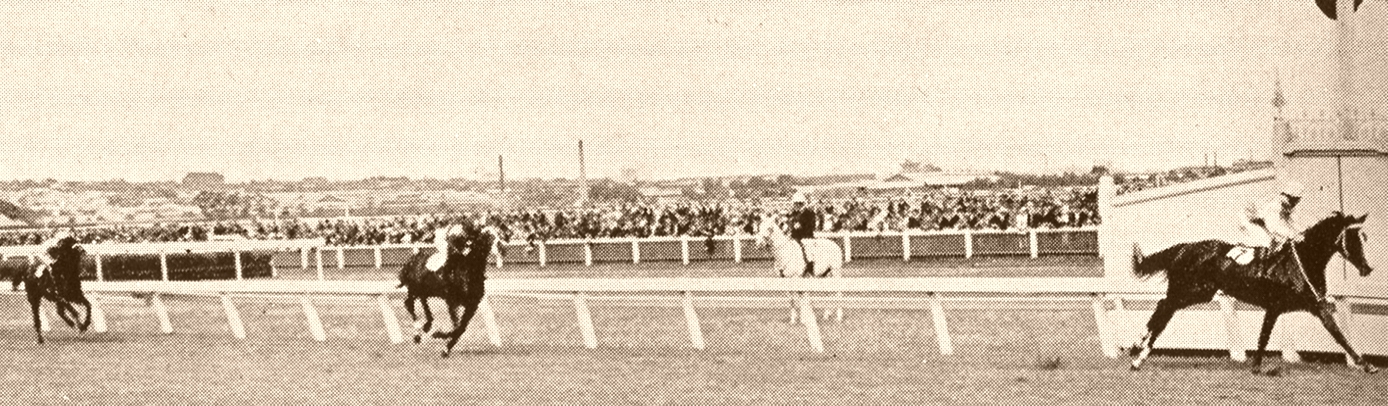
VRC St Leger de 1937

La St Leger Stakes se cerró a los caballos castrados en 1906. Se transfirió a Newmarket durante la Primera Guerra Mundial, y el evento sustituto se llamó September Stakes, y se canceló en 1939 debido al estallido de la Segunda Guerra Mundial, aunque la edición del año siguiente se disputó en el hipódromo de Thirsk en noviembre. Durante el resto de este período, se organizó en Mánchester (1941), Newmarket (1942-1944) y York (1945).
La carrera se trasladó al hipódromo de Ayr en 1989, después de que se cancelara la carrera programada en Doncaster debido al hundimiento de una de las gradas. La carrera de 2006 tuvo lugar en York porque su sede habitual estaba cerrada por remodelación.
St Leger Stakes ha inspirado una serie de eventos similares en todo el mundo, aunque muchos ya no están restringidos a potros de tres años. Las ejemplos europeos incluyen el Irish St. Leger, el Prix Royal-Oak, el Deutsches St. Leger y el St. Leger Italiano. Otros equivalentes en otras naciones incluyen el Kikuka-shō, el New Zealand St. Leger y el VRC St Leger.

## Récords
Jinete (9 victorias):
- Bill Scott – Jack Spigot (1821), Memnon (1825), The Colonel (1828), Rowton (1829), Don John (1838), Charles the Twelfth (1839), Launcelot (1840), Satirist (1841), Sir Tatton Sykes (1846)

Preparador (16 victorias):
- John Scott - Matilda (1827), The Colonel (1828), Rowton (1829), Margrave (1832), Touchstone (1834), Don John (1838), Charles the Twelfth (1839), Launcelot (1840), Satirist (1841), The Baron (1845), Newminster (1851), West Australian (1853), Warlock (1856), Imperieuse (1857), Gamester (1859), The Marquis (1862)

Propietario (7 victorias):
- Archibald Hamilton, 9º duque de Hamilton – Paragon (1786), Spadille (1787), Young Flora (1788), Tartar (1792), Petronius (1808), Ashton (1809), William (1814)
- Tiempo de un ganador más rápido(en Doncaster) – Logician (2019), 3m 00.27s
- Margen de un ganador más amplio - Never Say Die (1954), 12 cuerpos
- Ganador con mayores probabilidades – Theodore (1822), 200/1
- Ganador con probabilidades más bajas – Galtee More (1897), 1/10
- Mayor número de inscritos - 30, en 1825
- Menor número de inscritos - 3, en 1917

## Ganadores

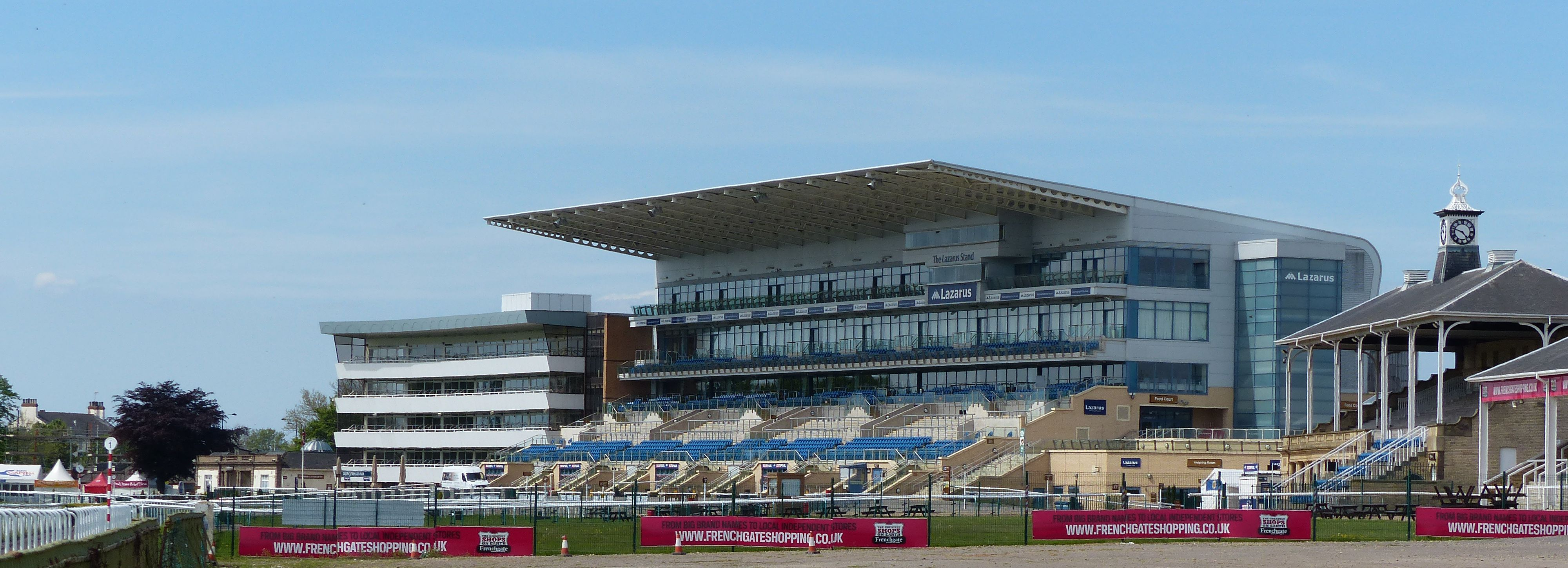
El hipódromo de Doncaster, sede del St Leger Stakes

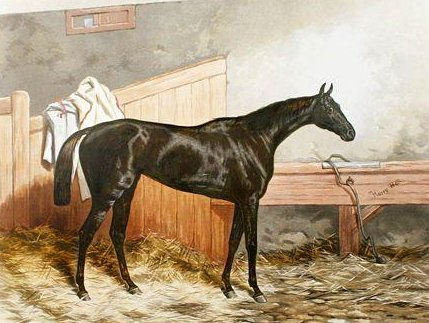
"Formosa", vencedor del St Leger de 1868

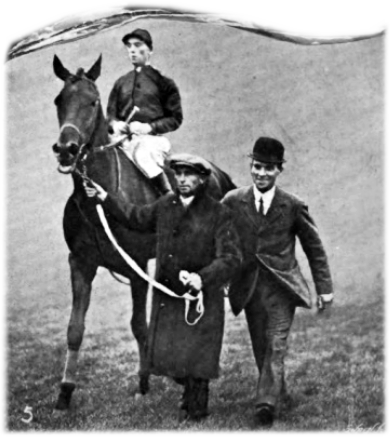
"Tracery", vencedor del St Leger de 1912

| Año  | Caballo ganador     | Jockey              | Preparador             | Propietario                                | Tiempo registrado |
| ---- | ------------------- | ------------------- | ---------------------- | ------------------------------------------ | ----------------- |
| 1776 | Allabaculia         | John Singleton      | Christopher Scaife     | 2º marqués de Rockingham                   |                   |
| 1777 | Bourbon             | John Cade           |                        | William Sotheron                           |                   |
| 1778 | Hollandoise         | George Herring      | Joseph Rose            | Sir Thomas Gascoigne                       |                   |
| 1779 | Tommy               | George Lowry        | Joseph Rose            | Thomas Stapleton                           |                   |
| 1780 | Ruler               | John Mangle         |                        | William Bethell                            |                   |
| 1781 | Serina              | Richard Foster      | J. Lowther             | William Radcliffe                          |                   |
| 1782 | Imperatrix          | George Searle       | George Searle          | Henry Goodricke                            |                   |
| 1783 | Phoenomenon         | Anthony Hall        | Isaac Cape             | Sir John Lister Kaye                       |                   |
| 1784 | Omphale             | John Kirton         | M. Mason               | John Coates                                |                   |
| 1785 | Cowslip             | George Searle       | George Searle          | Richard Hill                               |                   |
| 1786 | Paragon             | John Mangle         | John Mangle            | Lord Archibald Hamilton                    |                   |
| 1787 | Spadille            | John Mangle         | John Mangle            | Lord Archibald Hamilton                    |                   |
| 1788 | Young Flora         | John Mangle         | John Mangle            | Lord Archibald Hamilton                    |                   |
| 1789 | Pewett              | William Wilson      | Christopher Scaife     | 4º conde Fitzwilliam                       |                   |
| 1790 | Ambidexter          | George Searle       | George Searle          | Mr Dealtry                                 |                   |
| 1791 | Young Traveller     | John Jackson        | John Hutchinson        | John Hutchinson                            |                   |
| 1792 | Tartar              | John Mangle         | John Mangle            | Lord Archibald Hamilton                    |                   |
| 1793 | Ninety-three        | Bill Peirse         |                        | John Clifton                               |                   |
| 1794 | Beningbrough        | John Jackson        | John Hutchinson        | John Hutchinson                            |                   |
| 1795 | Hambletonian        | Dixon Boyce         | John Hutchinson        | Sir Charles Turner                         |                   |
| 1796 | Ambrosio            | John Jackson        | Frank Neale            | Joseph Cookson                             |                   |
| 1797 | Lounger             | John Shepherd       | George Searle          | Gilbert Crompton                           |                   |
| 1798 | Symmetry            | John Jackson        | Sam King               | Sir Thomas Gascoigne                       |                   |
| 1799 | Cockfighter         | Tom Fields          | Tom Fields             | Sir Henry Tempest Vane                     |                   |
| 1800 | Champion            | Frank Buckle        | Tom Perren             | Christopher Wilson                         |                   |
| 1801 | Quiz                | John Shepherd       | George Searle          | Gilbert Crompton                           |                   |
| 1802 | Orville             | John Singleton, Jr. | Christopher Scaife     | 4º conde Fitzwilliam                       |                   |
| 1803 | Remembrancer        | Ben Smith           | J. Smith               | 10º conde de Strathmore                    |                   |
| 1804 | Sancho              | Frank Buckle        | Bartle Atkinson        | Harry Mellish                              |                   |
| 1805 | Staveley            | John Jackson        | Bartle Atkinson        | Harry Mellish                              |                   |
| 1806 | Fyldener            | Tom Carr            |                        | John Clifton                               |                   |
| 1807 | Paulina             | Bill Clift          | Christopher Scaife     | 4º conde Fitzwilliam                       |                   |
| 1808 | Petronius           | Ben Smith           | William Theakston      | 9º duque de Hamilton                       |                   |
| 1809 | Ashton              | Ben Smith           | William Theakston      | 9º duque de Hamilton                       |                   |
| 1810 | Octavian            | Bill Clift          | Frank Jordan           | 6º duque de Leeds                          | 3:30.00           |
| 1811 | Soothsayer          | Ben Smith           | Tommy Sykes            | Richard Oliver Gascoigne                   |                   |
| 1812 | Otterington         | Bob Johnson         | W. Hessletine          | Ralph Robb                                 | 3:31.00           |
| 1813 | Altisidora          | John Jackson        | Tommy Sykes            | Richard Watt                               |                   |
| 1814 | William             | John Shepherd       | William Theakston      | 9º duque de Hamilton                       |                   |
| 1815 | Filho da Puta       | John Jackson        | James Croft            | Sir William Maxwell                        |                   |
| 1816 | The Duchess         | Ben Smith           | James Croft            | Sir Bellingham Graham                      |                   |
| 1817 | Ebor                | Bob Johnson         | John Lonsdale          | Henry Peirse                               |                   |
| 1818 | Reveller            | Bob Johnson         | John Lonsdale          | Henry Peirse                               | 3:15.00           |
| 1819 | Antonio             | Tom Nicholson       | John Lonsdale          | James Ferguson                             | 3:18.00           |
| 1820 | St Patrick          | Bob Johnson         | John Lonsdale          | Sir Edward Smith                           | 3:26.0            |
| 1821 | Jack Spigot         | Bill Scott          | Isaac Blades           | Thomas Orde-Powlett                        |                   |
| 1822 | Theodore            | John Jackson        | James Croft            | Edward Petre                               | 3:23.0            |
| 1823 | Barefoot            | Tom Goodisson       | Richard Shepherd       | Richard Watt                               | 3:23.00           |
| 1824 | Jerry               | Ben Smith           | James Croft            | Richard Oliver Gascoigne                   | 3:29.00           |
| 1825 | Memnon              | Bill Scott          | Richard Shepherd       | Richard Watt                               | 3:23.00           |
| 1826 | Tarrare             | George Nelson       | Sam King               | 6º conde de Scarbrough                     | 3:25.00           |
| 1827 | Matilda             | Jem Robinson        | John Scott             | Edward Petre                               | 3:24.00           |
| 1828 | The Colonel         | Bill Scott          | John Scott             | Edward Petre                               |                   |
| 1829 | Rowton              | Bill Scott          | John Scott             | Edward Petre                               |                   |
| 1830 | Birmingham          | Patrick Conolly     | Thomas Flintoff        | John Beardsworth                           |                   |
| 1831 | Chorister           | John Barham Day     | John Smith             | 1er duque de Cleveland                     |                   |
| 1832 | Margrave            | Jem Robinson        | John Scott             | John Gully                                 |                   |
| 1833 | Rockingham          | Sam Darling         | Richard Shepherd       | Richard Watt                               | 3:28.00           |
| 1834 | Touchstone          | George Calloway     | John Scott             | 1er marqués de Westminster                 | 3:22.00           |
| 1835 | Queen of Trumps     | Tommy Lye           | John Blenkhorn         | Edward Lloyd-Mostyn                        | 3:20.00           |
| 1836 | Elis                | John Barham Day     | John Doe               | Lord George Bentinck                       | 3:20.00           |
| 1837 | Mango               | Sam Day, Jr.        | Montgomery Dilly       | Charles Greville                           | 3:23.00           |
| 1838 | Don John            | Bill Scott          | John Scott             | 6º conde de Chesterfield                   | 3:17.00           |
| 1839 | Charles the Twelfth | Bill Scott          | John Scott             | Major Yarburgh                             | 3:25.00           |
| 1840 | Launcelot           | Bill Scott          | John Scott             | 1er marqués de Westminster                 | 3:40.00           |
| 1841 | Satirist            | Bill Scott          | John Scott             | 1er marqués de Westminster                 | 3:22.00           |
| 1842 | Blue Bonnet         | Tommy Lye           | Tom Dawson             | 13º conde de Eglinton                      | 3:19.00           |
| 1843 | Nutwith             | Job Marson          | Bob Johnson            | Samuel Wrather                             | 3:20.00           |
| 1844 | Faugh-a-Ballagh     | Henry Bell          | John Forth             | Edward John Irwin                          | 3:28.00           |
| 1845 | The Baron           | Frank Butler        | John Scott             | George Watts                               | 3:25.00           |
| 1846 | Sir Tatton Sykes    | Bill Scott          | William Oates          | Bill Scott                                 | 3:16.00           |
| 1847 | Van Tromp           | Job Marson          | John Fobert            | 13º conde de Eglinton                      | 3:20.00           |
| 1848 | Surplice            | Nat Flatman         | Robert Stephenson, Jr. | 3er vizconde Clifden                       | 3:19.00           |
| 1849 | The Flying Dutchman | Charles Marlow      | John Fobert            | 13º conde de Eglinton                      | 3:20.00           |
| 1850 | Voltigeur           | Job Marson          | Robert Hill            | 2º conde de Zetland                        | 3:24.00           |
| 1851 | Newminster          | Sim Templeman       | John Scott             | Anthony Nichol                             | 3:20.00           |
| 1852 | Stockwell           | John Norman         | William Harlock        | Marqués de Exeter                          | 3:21.00           |
| 1853 | West Australian     | Frank Butler        | John Scott             | John Bowes                                 | 3:20.00           |
| 1854 | Knight of St George | Robert Basham       | R. Longstaff           | J. B. Morris                               | 3:32.00           |
| 1855 | Saucebox            | John Wells          | Tom Parr               | Tom Parr                                   | 3:22.00           |
| 1856 | Warlock             | Nat Flatman         | John Scott             | Anthony Nichol                             | 3:25.00           |
| 1857 | Imperieuse          | Nat Flatman         | John Scott             | John Scott                                 | 3:25.00           |
| 1858 | Sunbeam             | Luke Snowden        | John Prince            | James Merry                                | 3:20.00           |
| 1859 | Gamester            | Tom Aldcroft        | John Scott             | Sir Charles Monck                          | 3:25.00           |
| 1860 | St Albans           | Luke Snowden        | Alec Taylor, Sr.       | 2º marqués de Ailesbury                    | 3:20.00           |
| 1861 | Caller Ou           | Tom Chaloner        | William I'Anson        | William I'Anson                            | 3:16.20           |
| 1862 | The Marquis         | Tom Chaloner        | John Scott             | Stanhope Hawke                             | 3:22.00           |
| 1863 | Lord Clifden        | John Osborne, Jr.   | Edwin Parr             | 3er vizconde St Vincent                    | 3:17.50           |
| 1864 | Blair Athol         | Jim Snowden         | William I'Anson        | William I'Anson                            | 3:19.50           |
| 1865 | Gladiateur          | Harry Grimshaw      | Tom Jennings           | Frédéric de Lagrange                       | 3:20.00           |
| 1866 | Lord Lyon           | Harry Custance      | James Dover            | Richard Sutton                             | 3:23.00           |
| 1867 | Achievement         | Tom Chaloner        | James Dover            | Mark Pearson                               | 3:17.00           |
| 1868 | Formosa             | Tom Chaloner        | Henry Woolcott         | William Graham                             | 3:19.50           |
| 1869 | Pero Gomez          | John Wells          | John Porter            | Sir Joseph Hawley                          | 3:21.50           |
| 1870 | Hawthornden         | Jemmy Grimshaw      | Joseph Dawson          | Thomas Vaughan Morgan                      | 3:18.50           |
| 1871 | Hannah              | Charlie Maidment    | Joseph Hayhoe          | Mayer de Rothschild                        | 3:22.00           |
| 1872 | Wenlock             | Charlie Maidment    | Tom Wadlow             | 2º conde de Wilton                         | 3:21.50           |
| 1873 | Marie Stuart        | Tom Osborne         | Robert Peck            | James Merry                                | 3:22.00           |
| 1874 | Apology             | John Osborne, Jr.   | William Osborne        | John King                                  | 3:16.00           |
| 1875 | Craig Millar        | Tom Chaloner        | Alec Taylor, Sr.       | William Stuart Stirling-Crawfurd           | 3:20.00           |
| 1876 | Petrarch            | Jem Goater          | John Dawson            | Viscount Dupplin                           | 3:19.50           |
| 1877 | Silvio              | Fred Archer         | Mathew Dawson          | 6º vizconde Falmouth                       | 3:27.00           |
| 1878 | Jannette            | Fred Archer         | Mathew Dawson          | 6º vizconde Falmouth                       | 3:20.50           |
| 1879 | Rayon d'Or          | Jem Goater          | Tom Jennings           | Frédéric de Lagrange                       | 3:21.00           |
| 1880 | Robert the Devil    | Tom Cannon, Sr.     | Charles Blanton        | Charles Brewer                             | 3:32.00           |
| 1881 | Iroquois            | Fred Archer         | Jacob Pincus           | Pierre Lorillard                           | 3:20.60           |
| 1882 | Dutch Oven          | Fred Archer         | Mathew Dawson          | 6º vizconde Falmouth                       | 3:16.00           |
| 1883 | Ossian              | John Watts          | Richard Marsh          | 12º duque de Hamilton                      | 3:19.00           |
| 1884 | The Lambkin         | John Watts          | Mathew Dawson          | Robert Vyner                               | 3:14.00           |
| 1885 | Melton              | Fred Archer         | Mathew Dawson          | 20º barón Hastings                         | 3:15.60           |
| 1886 | Ormonde             | Fred Archer         | John Porter            | 1er duque de Westminster                   | 3:21.4            |
| 1887 | Kilwarlin           | Jack Robinson       | James Jewitt           | 7º barón Rodney                            | 3:26.00           |
| 1888 | Seabreeze           | Jack Robinson       | James Jewitt           | 5º barón Calthorpe                         | 3:11.8            |
| 1889 | Donovan             | Fred Barrett        | George Dawson          | 6º duque de Portland                       | 3:13.00           |
| 1890 | Memoir              | John Watts          | George Dawson          | 6º duque de Portland                       | 3:13.60           |
| 1891 | Common              | George Barrett      | John Porter            | Sir Frederick Johnstone                    | 3:14.40           |
| 1892 | La Fleche           | John Watts          | John Porter            | Moritz von Hirsch auf Gereuth              | 3:14.60           |
| 1893 | Isinglass           | Tommy Loates        | James Jewitt           | Harry McCalmont                            | 3:13.40           |
| 1894 | Throstle            | Morny Cannon        | John Porter            | 1er barón Alington                         | 3:12.20           |
| 1895 | Sir Visto           | Sam Loates          | Mathew Dawson          | 5º conde de Rosebery                       | 3:18.40           |
| 1896 | Persimmon           | John Watts          | Richard Marsh          | HRH Príncipe de Gales                      | 3:20.00           |
| 1897 | Galtee More         | Charles Wood        | Sam Darling            | John Gubbins                               | 3:31.20           |
| 1898 | Wildfowler          | Charles Wood        | Sam Darling            | Henry Greer                                | 3:13.00           |
| 1899 | Flying Fox          | Morny Cannon        | John Porter            | 1er duque de Westminster                   | 3:15.60           |
| 1900 | Diamond Jubilee     | Herbert Jones       | Richard Marsh          | HRH Príncipe de Gales                      | 3:09.20           |
| 1901 | Doricles            | Kempton Cannon      | Alfred Hayhoe          | Leopold de Rothschild                      | 3:08.40           |
| 1902 | Sceptre             | Frank Hardy         | Bob Sievier            | Bob Sievier                                | 3:12.40           |
| 1903 | Rock Sand           | Danny Maher         | George Blackwell       | Sir James Miller                           | 3:09.40           |
| 1904 | Pretty Polly        | Willie Lane         | Peter Gilpin           | Eustace Loder                              | 3:05.80           |
| 1905 | Challacombe         | Otto Madden         | Alec Taylor, Jr.       | Washington Singer                          | 3:05.40           |
| 1906 | Troutbeck           | Georges Stern       | Willie Waugh           | 2º duque de Westminster                    | 3:04.20           |
| 1907 | Wool Winder         | Bill Halsey         | Harry Enoch            | Ned Baird                                  | 3:05.60           |
| 1908 | Your Majesty        | Walter Griggs       | Charles Morton         | Jack Joel                                  | 3:06.00           |
| 1909 | Bayardo             | Danny Maher         | Alec Taylor, Jr.       | Alfred Cox                                 | 3:08.60           |
| 1910 | Swynford            | Frank Wootton       | George Lambton         | 17º conde de Derby                         | 3:04.00           |
| 1911 | Prince Palatine     | Frank O'Neill       | Henry Beardsley        | Thomas Pilkington                          | 3:06.00           |
| 1912 | Tracery             | George Bellhouse    | John Watson            | August Belmont Jr.                         | 3:11.80           |
| 1913 | Night Hawk          | Elijah Wheatley     | Jack Robinson          | William Hall Walker                        | 3:03.60           |
| 1914 | Black Jester        | Walter Griggs       | Charles Morton         | Jack Joel                                  | 3:02.60           |
| 1915 | Pommern             | Steve Donoghue      | Charles Peck           | Solomon Joel                               | 2:55.60           |
| 1916 | Hurry On            | Charlie Childs      | Fred Darling           | James Buchanan                             | 2:59.60           |
| 1917 | Gay Crusader        | Steve Donoghue      | Alec Taylor, Jr.       | Alfred Cox                                 | 2:59.60           |
| 1918 | Gainsborough        | Joe Childs          | Alec Taylor, Jr.       | Lady James Douglas                         | 3:04.00           |
| 1919 | Keysoe              | Brownie Carslake    | George Lambton         | 17º conde de Derby                         | 3:06.80           |
| 1920 | Caligula            | Arthur Smith        | Harvey Leader          | Mathradas Goculdas                         | 3:07.40           |
| 1921 | Polemarch           | Joe Childs          | Tom Green              | 7º marqués de Londonderry                  | 3:06.80           |
| 1922 | Royal Lancer        | Bobby Jones         | Alf Sadler, Jr.        | 5º conde de Lonsdale                       | 3:14.20           |
| 1923 | Tranquil            | Tommy Weston        | Charles Morton         | 17º conde de Derby                         | 3:05.00           |
| 1924 | Salmon-Trout        | Brownie Carslake    | Dick Dawson            | HH Aga Khan III                            | 3:13.20           |
| 1925 | Solario             | Joe Childs          | Reginald Day           | Sir John Rutherford                        | 3:04.40           |
| 1926 | Coronach            | Joe Childs          | Fred Darling           | 1er barón Woolavington                     | 3:01.60           |
| 1927 | Book Law            | Henri Jelliss       | Alec Taylor, Jr.       | 2º vizconde Astor                          | 3:14.40           |
| 1928 | Fairway             | Tommy Weston        | Frank Butters          | 17º conde de Derby                         | 3:03.00           |
| 1929 | Trigo               | Michael Beary       | Dick Dawson            | William Barnett                            | 3:03.40           |
| 1930 | Singapore           | Gordon Richards     | Thomas Hogg            | 1er barón Glanely                          | 3:09.20           |
| 1931 | Sandwich            | Harry Wragg         | Jack Jarvis            | 6º conde de Rosebery                       | 3:11.20           |
| 1932 | Firdaussi           | Freddie Fox         | Frank Butters          | HH Aga Khan III                            | 3:04.40           |
| 1933 | Hyperion            | Tommy Weston        | George Lambton         | 17º conde de Derby                         | 3:06.80           |
| 1934 | Windsor Lad         | Charlie Smirke      | Marcus Marsh           | Martin H. Benson                           | 3:01.60           |
| 1935 | Bahram              | Charlie Smirke      | Frank Butters          | HH Aga Khan III                            | 3:01.80           |
| 1936 | Boswell             | Pat Beasley         | Cecil Boyd-Rochfort    | William Woodward                           | 3:08.60           |
| 1937 | Chulmleigh          | Gordon Richards     | Thomas Hogg            | 1er barón Glanely                          | 3:07.40           |
| 1938 | Scottish Union      | Brownie Carslake    | Noel Cannon            | Jimmy Rank                                 | 3:11.40           |
| 1939 | no celebrado        |                     |                        |                                            |                   |
| 1940 | Turkhan             | Gordon Richards     | Frank Butters          | HH Aga Khan III                            | 3:32.40           |
| 1941 | Sun Castle          | Georges Bridgland   | Cecil Boyd-Rochfort    | I vizconde Portal                          | 3:04.00           |
| 1942 | Sun Chariot         | Gordon Richards     | Fred Darling           | Rey Jorge VI                               | 3:08.40           |
| 1943 | Herringbone         | Harry Wragg         | Walter Earl            | 17º conde de Derby                         | 3:05.00           |
| 1944 | Tehran              | Gordon Richards     | Frank Butters          | HH Aga Khan III                            | 3:06.60           |
| 1945 | Chamossaire         | Tommy Lowrey        | Dick Perryman          | Stanhope Joel                              | 2:55.80           |
| 1946 | Airborne            | Tommy Lowrey        | Dick Perryman          | John Ferguson                              | 3:10.20           |
| 1947 | Sayajirao           | Edgar Britt         | Sam Armstrong          | HH Majarajá de Baroda                      | 3:07.80           |
| 1948 | Black Tarquin       | Edgar Britt         | Cecil Boyd-Rochfort    | William Woodward                           | 3:08.80           |
| 1949 | Ridge Wood          | Michael Beary       | Noel Murless           | Geoffrey Smith                             | 3:08.20           |
| 1950 | Scratch             | Rae Johnstone       | Charles Semblat        | Marcel Boussac                             | 3:08.80           |
| 1951 | Talma               | Rae Johnstone       | Charles Semblat        | Marcel Boussac                             | 3:13.80           |
| 1952 | Tulyar              | Charlie Smirke      | Marcus Marsh           | HH Aga Khan III                            | 3:07.80           |
| 1953 | Premonition         | Eph Smith           | Cecil Boyd-Rochfort    | Wilfrid Wyatt                              | 3:06.80           |
| 1954 | Never Say Die       | Charlie Smirke      | Joseph Lawson          | Sterling Clark                             | 3:10.60           |
| 1955 | Meld                | Harry Carr          | Cecil Boyd-Rochfort    | Lady Zia Wernher                           | 3:14.60           |
| 1956 | Cambremer           | Freddie Palmer      | Georges Bridgland      | Ralph Strassburger                         | 3:12.20           |
| 1957 | Ballymoss           | T. P. Burns         | Vincent O'Brien        | John McShain                               | 3:15.60           |
| 1958 | Alcide              | Harry Carr          | Cecil Boyd-Rochfort    | Sir Humphrey de Trafford                   | 3:06.40           |
| 1959 | Cantelo             | Edward Hide         | Charles Elsey          | William Hill                               | 3:04.60           |
| 1960 | St. Paddy           | Lester Piggott      | Noel Murless           | Sir Victor Sassoon                         | 3:13.20           |
| 1961 | Aurelius            | Lester Piggott      | Noel Murless           | Vera Lilley                                | 3:06.60           |
| 1962 | Hethersett          | Harry Carr          | Dick Hern              | Lionel Holliday                            | 3:10.80           |
| 1963 | Ragusa              | Garnie Bougoure     | Paddy Prendergast      | Jim Mullion                                | 3:05.40           |
| 1964 | Indiana             | Jimmy Lindley       | Jack Watts             | Charles Engelhard                          | 3:05.00           |
| 1965 | Provoke             | Joe Mercer          | Dick Hern              | Jakie Astor                                | 3:18.60           |
| 1966 | Sodium              | Frankie Durr        | George Todd            | Radha Sigtia                               | 3:09.80           |
| 1967 | Ribocco             | Lester Piggott      | Fulke Johnson Houghton | Charles Engelhard                          | 3:05.40           |
| 1968 | Ribero              | Lester Piggott      | Fulke Johnson Houghton | Charles Engelhard                          | 3:19.80           |
| 1969 | Intermezzo          | Ron Hutchinson      | Harry Wragg            | Gerry Oldham                               | 3:11.80           |
| 1970 | Nijinsky            | Lester Piggott      | Vincent O'Brien        | Charles Engelhard                          | 3:06.40           |
| 1971 | Athens Wood         | Lester Piggott      | Harry Thomson Jones    | Eileen Rogerson                            | 3:14.90           |
| 1972 | Boucher             | Lester Piggott      | Vincent O'Brien        | Ogden Phipps                               | 3:28.71           |
| 1973 | Peleid              | Frankie Durr        | Bill Elsey             | William Behrens                            | 3:08.21           |
| 1974 | Bustino             | Joe Mercer          | Dick Hern              | Lady Beaverbrook                           | 3:09.02           |
| 1975 | Bruni               | Tony Murray         | Ryan Price             | Charles St George                          | 3:05.31           |
| 1976 | Crow                | Yves Saint-Martin   | Angel Penna            | Daniel Wildenstein                         | 3:13.17           |
| 1977 | Dunfermline         | Willie Carson       | Dick Hern              | Reina Isabel II                            | 3:05.17           |
| 1978 | Julio Mariner       | Edward Hide         | Clive Brittain         | Marcos Lemos                               | 3:04.94           |
| 1979 | Son of Love         | Alain Lequeux       | Robert Collet          | Alexis Rolland                             | 3:09.02           |
| 1980 | Light Cavalry       | Joe Mercer          | Henry Cecil            | Jim Joel                                   | 3:11.48           |
| 1981 | Cut Above           | Joe Mercer          | Dick Hern              | Sir Jakie Astor                            | 3:11.60           |
| 1982 | Touching Wood       | Paul Cook           | Harry Thomson Jones    | Maktoum Al Maktoum                         | 3:03.53           |
| 1983 | Sun Princess        | Willie Carson       | Dick Hern              | Sir Michael Sobell                         | 3:16.65           |
| 1984 | Commanche Run       | Lester Piggott      | Luca Cumani            | Ivan Allan                                 | 3:09.93           |
| 1985 | Oh So Sharp         | Steve Cauthen       | Henry Cecil            | Sheikh Mohammed                            | 3:07.13           |
| 1986 | Moon Madness        | Pat Eddery          | John Dunlop            | Duchess of Norfolk                         | 3:05.03           |
| 1987 | Reference Point     | Steve Cauthen       | Henry Cecil            | Louis Freedman                             | 3:05.91           |
| 1988 | Minster Son         | Willie Carson       | Neil Graham            | Lady Beaverbrook                           | 3:06.80           |
| 1989 | Michelozzo          | Steve Cauthen       | Henry Cecil            | Charles St George                          | 3:20.72           |
| 1990 | Snurge              | Richard Quinn       | Paul Cole              | Martyn Arbib                               | 3:08.78           |
| 1991 | Toulon              | Pat Eddery          | André Fabre            | Khalid Abdullah                            | 3:03.12           |
| 1992 | User Friendly       | George Duffield     | Clive Brittain         | Bill Gredley                               | 3:05.48           |
| 1993 | Bob's Return        | Philip Robinson     | Mark Tompkins          | Jackie Smith                               | 3:07.85           |
| 1994 | Moonax              | Pat Eddery          | Barry Hills            | Sheikh Mohammed                            | 3:04.19           |
| 1995 | Classic Cliche      | Frankie Dettori     | Saeed bin Suroor       | Godolphin                                  | 3:09.74           |
| 1996 | Shantou             | Frankie Dettori     | John Gosden            | Sheikh Mohammed                            | 3:05.10           |
| 1997 | Silver Patriarch    | Pat Eddery          | John Dunlop            | Peter Winfield                             | 3:06.92           |
| 1998 | Nedawi              | John Reid           | Saeed bin Suroor       | Godolphin                                  | 3:05.61           |
| 1999 | Mutafaweq           | Richard Hills       | Saeed bin Suroor       | Godolphin                                  | 3:02.75           |
| 2000 | Millenary           | Richard Quinn       | John Dunlop            | Neil Jones                                 | 3:02.58           |
| 2001 | Milan               | Michael Kinane      | Aidan O'Brien          | Michael Tabor & Sue Magnier                | 3:05.16           |
| 2002 | Bollin Eric         | Kevin Darley        | Tim Easterby           | Sir Neil Westbrook                         | 3:02.92           |
| 2003 | Brian Boru          | Jamie Spencer       | Aidan O'Brien          | Sue Magnier                                | 3:04.64           |
| 2004 | Rule of Law         | Kerrin McEvoy       | Saeed bin Suroor       | Godolphin                                  | 3:06.29           |
| 2005 | Scorpion            | Frankie Dettori     | Aidan O'Brien          | John Magnier & Michael Tabor               | 3:19.01           |
| 2006 | Sixties Icon        | Frankie Dettori     | Jeremy Noseda          | Susan Roy                                  | 2:57.29           |
| 2007 | Lucarno             | Jimmy Fortune       | John Gosden            | George Strawbridge                         | 3:01.90           |
| 2008 | Conduit             | Frankie Dettori     | Sir Michael Stoute     | Ballymacoll Stud                           | 3:07.92           |
| 2009 | Mastery             | Ted Durcan          | Saeed bin Suroor       | Godolphin                                  | 3:04.81           |
| 2010 | Arctic Cosmos       | William Buick       | John Gosden            | Hood / Geffen                              | 3:03.12           |
| 2011 | Masked Marvel       | William Buick       | John Gosden            | Bjorn Nielsen                              | 3:00.44           |
| 2012 | Encke               | Mickael Barzalona   | Mahmood Al Zarooni     | Godolphin                                  | 3:03.81           |
| 2013 | Leading Light       | Joseph O'Brien      | Aidan O'Brien          | Derrick Smith, Sue Magnier & Michael Tabor | 3:09.20           |
| 2014 | Kingston Hill       | Andrea Atzeni       | Roger Varian           | Paul Smith                                 | 3:05.42           |
| 2015 | Simple Verse        | Andrea Atzeni       | Ralph Beckett          | QRL / Al Thani / Al Kubaisi                | 3:07.12           |
| 2016 | Harbour Law         | George Baker        | Laura Mongan           | Jackie Cornwell                            | 3:05.48           |
| 2017 | Capri               | Ryan Moore          | Aidan O'Brien          | Derrick Smith, Sue Magnier & Michael Tabor | 3:04.04           |
| 2018 | Kew Gardens         | Ryan Moore          | Aidan O'Brien          | Derrick Smith, Sue Magnier & Michael Tabor | 3:03.34           |
| 2019 | Logician            | Frankie Dettori     | John Gosden            | Khalid Abdullah                            | 3:00.27           |
| 2020 | Galileo Chrome      | Tom Marquand        | Joseph O'Brien         | Galileo Chrome Partnership                 | 3:01.94           |
| 2021 | Hurricane Lane      | William Buick       | Charlie Appleby        | Godolphin                                  | 3:04.28           |
| 2022 | Eldar Eldarov       | David Egan          | Roger Varian           | KHK Racing                                 | 3:08.39           |

| Comentarios: 1. 2. 3. 4. 5. 6. 7. 8. 9. 10. 11. |

## Ediciones en tiempos de guerra
| Ediciones en tiempo de guerra |
| - 1915–18: El September Stakes se disputó en Newmarket (Rowley Mile) sobre una distancia de 1 milla y 6 furlongs.                    |
| - 1940: El Yorkshire St Leger Stakes se disputó en el Thirsk sobre una distancia de 1 milla y 7 furlongs.                            |
| - 1941: El New St Leger Stakes se disputó en Mánchester sobre una distancia de 1 milla y 6 furlongs.                                 |
| - 1942–44: El New St Leger Stakes se disputó en Newmarket (campo de verano) sobre una distancia de 1 milla, 6 furlongs y 150 yardas. |
| - 1945: El St Leger Stakes se disputó en York sobre una distancia de 1 milla y 6 furlongs.                                           |

## En la cultura popular
- Como la más tardía de las clásicas, la carrera marca el final del verano en Inglaterra.[1] El popular refrán inglés "vender en mayo y marcharse, volver el día de San Leger" sugiere que los inversores deberían vender sus acciones en mayo y comprar de nuevo después de la carrera.[2]

- La novela de Agatha Christie El misterio de la guía de ferrocarriles tiene St Leger como localización de la trama cerca del final de la novela.